# Jerzy Drewnowski (dziennikarz)

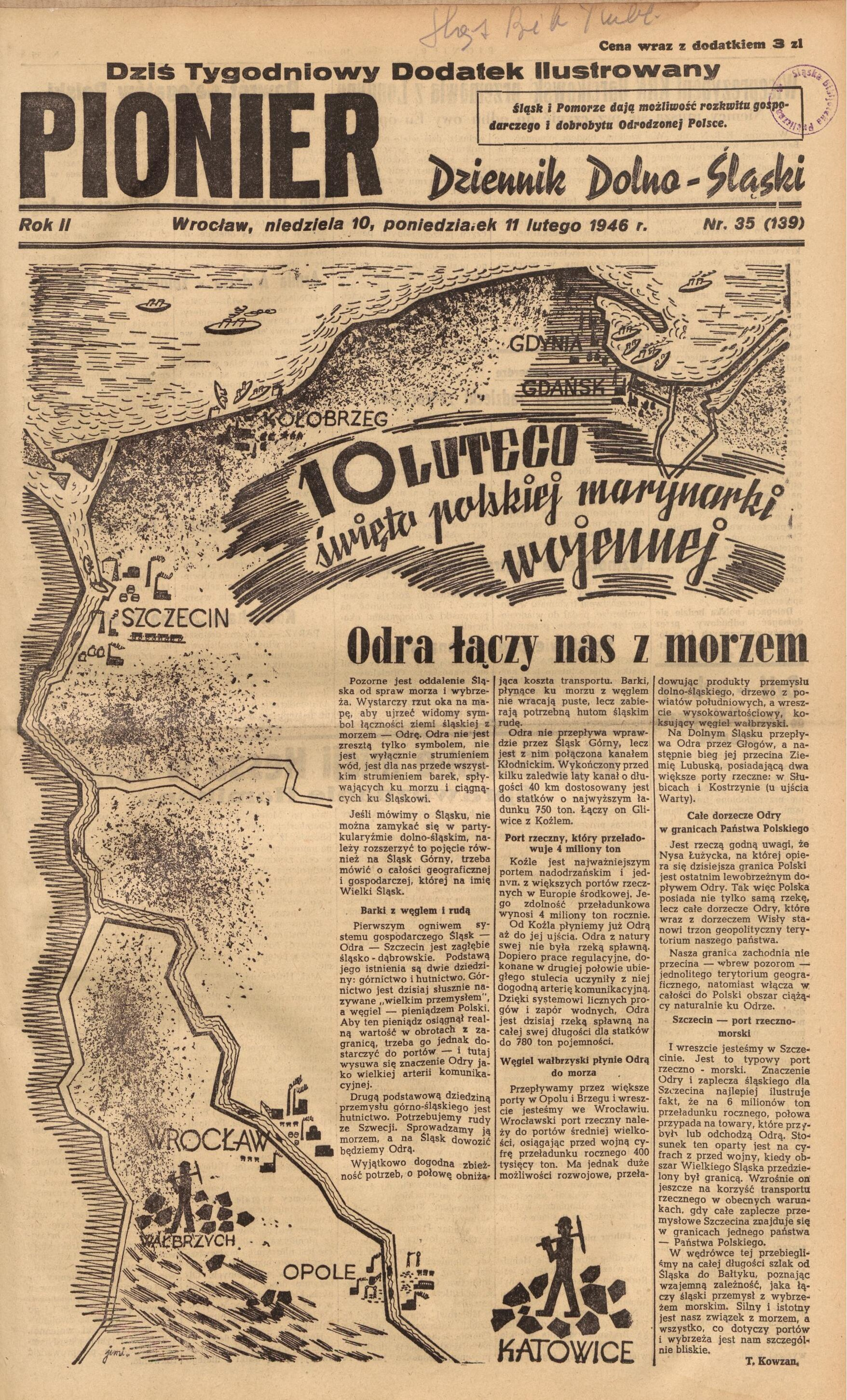
Dziennik Dolno-Śląski „Pionier”

Jerzy Jan Drewnowski, także Jan Jerzy Drewnowski, ps. „Stanisław”, „Głażewski” „Józef” (ur. 2 stycznia 1918 w Łukowie zm. 19 sierpnia 1996) – polski polityk, dziennikarz i dyplomata, oficer ludowego Wojska Polskiego. Poseł do Krajowej Rady Narodowej i na Sejm Ustawodawczy (1945–1949), podsekretarz stanu w Ministerstwie Informacji i Propagandy (1946–1947) oraz Ministerstwie Kultury i Sztuki (1947–1948).

## Życiorys
Syn Karola, pochodził z rodziny inteligenckiej. W 1936 ukończył I Państwowe Gimnazjum i Liceum im. Stefana Batorego w Warszawie, którego uczniami było jego trzech braci: Andrzej, Janusz, Tadeusz. W latach 1936–1939 studiował ekonomię polityczną w Szkole Głównej Handlowej (bez uzyskania dyplomu). W tych latach redagował też lewicowy tygodnik „Orka na Ugorze” i związał się ze Stronnictwem Demokratycznym, był także zastępowym 23 Warszawskiego Szczepu Harcerzy. Uczestniczył w kampanii wrześniowej, po odniesieniu ran trafił do niewoli niemieckiej, z której uciekł. W październiku 1939 rozpoczął tworzenie w Warszawie konspiracyjnej organizacji Polska Ludowa Akcja Niepodległościowa, w której był komendantem, dokonując kilku aktów sabotażu. Zagrożony aresztowaniem w 1940 wyjechał do ZSRR (Gestapo aresztowało wówczas część jego rodziny). Trafił wówczas do łagru, w którym przebywał do 1943. Do Polski powrócił dopiero w grudniu 1944 lub 1945 w szeregach ludowego Wojska Polskiego.
W Polsce pracował jako korespondent wojenny pisma „Polska Zbrojna” (1944–1945), a także w tygodniku „Chłopi”, związanym ze Związkiem Samopomocy Chłopskiej w Lublinie. W 1945 przeniósł się z Lublina na Dolny Śląsk, gdzie wstąpił do Stronnictwa Ludowego i został wiceprezesem jego zarządu wojewódzkiego. Od lipca 1945 do września 1946 kolejno w Legnicy i we Wrocławiu kierował pierwszym na Ziemiach Odzyskanych polskim dziennikiem „Pionier” (przekształconym potem w „Słowo Polskie”). Szefował też działowi politycznemu „Gazety Dolnośląskiej”. Później od 1946 do 1947 był redaktorem naczelnym „Dziennika Ludowego” w Warszawie. 29 grudnia 1945 złożył ślubowanie w Krajowej Radzie Narodowej, posłem pozostał także w Sejmie Ustawodawczym (do grudnia 1949, kiedy złożył mandat). Od 1946 należał do Rady Naczelnej Stronnictwa Ludowego, był też zastępcą skarbnika (1946–1947) i sekretarzem (1947–1948) Naczelnego Komitetu Wykonawczego SL. Członkiem ugrupowania pozostał do marca 1949. Pełnił funkcję podsekretarza stanu w Ministerstwie Informacji i Propagandy (sierpień 1946 – kwiecień 1947), a po jego likwidacji w Ministerstwie Kultury i Sztuki (kwiecień 1947 – listopad 1948).
W latach 1949–1951 był korespondentem Polskiej Agencji Prasowej w Bułgarii (dla całych Bałkanów), następnie od 1951 do 1957 pracownikiem rozgłośni Polskiego Radia w Warszawie i Szczecinie. Współpracował także z miesięcznikiem „Nowe Drogi”. W 1958 wstąpił do Polskiej Zjednoczonej Partii Robotniczej. Przeszedł do pracy w dyplomacji, w latach 1957–1960 pozostawał zastępcą attaché wojskowego przy ambasadzie PRL w Belgradzie w stopniu podpułkownika. W latach 1961–1967 pracował w Komitecie Współpracy Gospodarczej z Zagranicą. W 1967 został radcą przedstawiciela Rządu PRL przy Radzie Wzajemnej Pomocy Gospodarczej w Moskwie. Później od 1974 do 1979 pozostawał redaktorem naczelnym „Przegląd Technicznego”.
Opublikował kilka książek wspomnieniowych, na podstawie jednej z nich w 1991 nakręcono film pt. „Cynga” z główną rolą Tomasza Łysiaka.

## Książki
- Jerzy Drewnowski, Cynga: wspomnienia z łagrów północy 1940–1944, Warszawa 1989.
- Jerzy Drewnowski, Kazimierz Koźniewski, Pierwsza bitwa z Gestapo. Wspomnienie o Polskiej Ludowej Akcji Niepodległościowej, Warszawa 1969.

## Ordery i odznaczenia
- Krzyż Kawalerski Orderu Odrodzenia Polski (1954)[19]
- Srebrny Krzyż Zasługi (1946)[20]